# 薛子江

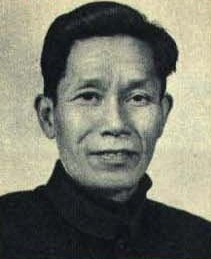
薛子江

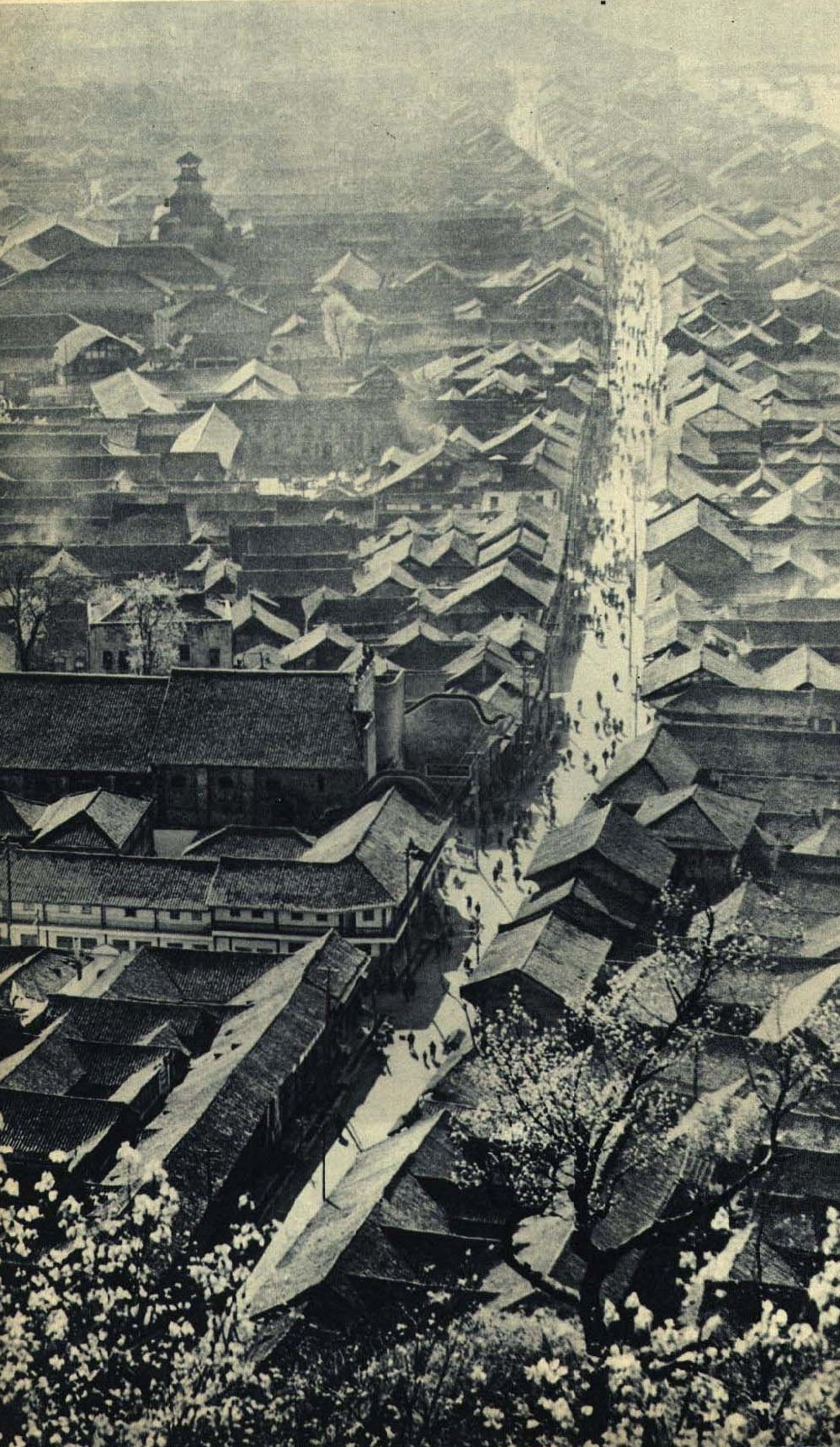
《灌县街景》

薛子江（1910年—1962年），曾用名薛渭霖，广东顺德人，中国摄影家。

## 生平
1910年出生于广东省顺德县龙江镇人。店员家庭出身。9岁丧父。11岁时到香港谋生。先后当过杂工、电报派送员、广东银行电梯工。1932年开始学习摄影。当时只有一具低级相机，胶卷也极少，但拍出的不少图片被德国“福伦达”相机厂选作宣传广告用。作品常被上海《柯达》杂志入选并得奖。1939年和1940年以作品《日出而作》、《起跑》连续两届获得香港英文电讯报主办的远东摄影赛冠军奖，在摄影界获得名望。与摄影家刘体志、蔡俊三等交往甚密。1941年与蔡俊三合办“国际摄影社”，同时为培英、仿林中学讲授摄影课，义务开办影展。
太平洋战争爆发后，香港沦陷。薛子江来到广东。1946年在广州参与创办光林摄影店。1947年与蔡俊三、邓雪峰、罗苏民等成立广东摄影学会。曾被英国皇家摄影学会等国际摄影爱好者组织吸收为高级会员。中华人民共和国成立后，于1953年调任中国新闻社广东分社摄影记者。1956年赴北京总社工作，参与筹组摄影学会。此后任中国摄影学会第一、二届常务理事和广东分会副主席，兼任《中国摄影》杂志编委。
1962年3月8日，薛子江因脑膜炎在北京协和医院逝世，享年52岁。1963年3月，中国摄影学会在北京举办了“薛子江摄影遗作展”。

## 作品
薛子江是工人出身，其作品风格纯朴，多反映劳动人民的生活。他曾回忆在香港创作的时代：“自己尽了最大努力也只能买了一具极其简单的摄影镜箱和一具老式的双皮腔折合机，当然也无缘结与那些携带着千百元一具照相机的摄影家们交朋友——他们自然也是不承认我是爱好摄影的人。”
除了摄影之外，他还发表了《谈摄影的用光》、《如何掌握人物摄影光线》等多篇论文和专著《怎样摄影风景》。